# Serie D 2019-20
La temporada 2019/20 de la Serie D de Italia es la 72.ª edición de la misma. 
Es el cuarto nivel del sistema de ligas de fútbol de Italia, siendo el primer nivel amateur. Cuenta con un total de 166 equipos, distribuidos geográficamente en 7 grupos de 18 participantes y 2 grupos de 20 participantes cada uno.

## Grupo A

### Ascensos y descensos
| Pos | a la Serie C |
| --- | ------------ |
| 1º  | Lecco        |

| Pos | a la Serie D |
| --- | ------------ |
| 1º  | Fossano      |
| 1º  | Vado         |
| 1º  | Verbania     |

| Pos | a la Serie D |
| --- | ------------ |
| 19º | Lucchese     |

| Pos   | a Eccellenza    |
| ----- | --------------- |
| P.Out | Sestri Levante  |
| 16º   | Pro Dronero     |
| 17º   | Stresa Sportiva |
| 18º   | Borgaro         |

### Clasificación
|  |     | Equipo              | PJ | PG | PE | PP | GF | GC | DG  | PTS |
|  | --- | ------------------- | -- | -- | -- | -- | -- | -- | --- | --- |
|  | 1.  | Lucchese (A)        | 25 | 13 | 9  | 3  | 32 | 19 | +13 | 48  |
|  | 2.  | Prato               | 25 | 14 | 5  | 6  | 46 | 25 | +21 | 47  |
|  | 3.  | Seravezza Pozzi     | 25 | 11 | 10 | 4  | 46 | 33 | +13 | 43  |
|  | 4.  | Casale              | 25 | 11 | 10 | 4  | 40 | 28 | +12 | 43  |
|  | 5.  | Caronnese           | 24 | 11 | 9  | 4  | 46 | 28 | +17 | 42  |
|  | 6.  | Real Forte Querceta | 25 | 9  | 9  | 7  | 39 | 37 | +2  | 36  |
|  | 7.  | Savona              | 25 | 10 | 6  | 9  | 33 | 31 | +2  | 36  |
|  | 8.  | Borgosesia          | 25 | 8  | 11 | 6  | 34 | 31 | +3  | 35  |
|  | 9.  | Sanremese           | 25 | 8  | 9  | 8  | 31 | 28 | +3  | 33  |
|  | 10. | Chieri              | 25 | 9  | 6  | 10 | 30 | 31 | -1  | 33  |
|  | 11. | Fossano             | 25 | 9  | 5  | 11 | 38 | 38 | 0   | 32  |
|  | 12. | Lavagnese           | 25 | 6  | 9  | 10 | 25 | 31 | -6  | 27  |
|  | 13. | Bra                 | 25 | 6  | 8  | 11 | 32 | 34 | -2  | 26  |
|  | 14. | Ghivizzano Borgo    | 25 | 7  | 5  | 13 | 35 | 47 | -12 | 26  |
|  | 15. | Fezzanese (D)*      | 25 | 7  | 5  | 13 | 26 | 39 | -13 | 26  |
|  | 16. | Vado (D)            | 25 | 6  | 6  | 13 | 30 | 43 | -13 | 24  |
|  | 17. | Verbania (D)        | 24 | 5  | 8  | 11 | 19 | 42 | -23 | 23  |
|  | 18. | Ligorna (D)         | 25 | 4  | 10 | 11 | 31 | 46 | -15 | 22  |

- Fezzanese desciende por promedio

## Grupo B

### Ascensos y descensos
| Pos | a la Serie C |
| --- | ------------ |
| 1º  | Como         |

| Pos       | a la Serie D   |
| --------- | -------------- |
| 1º        | Brusaporto     |
| 1º        | Castellanzese  |
| 1º        | Dro Alto Garda |
| 1°        | NibbonOggiono  |
| Play-offs | Tritium        |
| Repechaje | Legnano        |

| Pos | a Eccellenza         |
| --- | -------------------- |
| 4º  | Rezzato (Bancarrota) |
| 14º | Darfo Boario         |
| 17º | Olginatese           |

### Clasificación
|  |     | Equipo                  | PJ | PG | PE | PP | GF | GC | DG  | PTS |
|  | --- | ----------------------- | -- | -- | -- | -- | -- | -- | --- | --- |
|  | 1.  | Pro Sesto (A)           | 27 | 16 | 6  | 5  | 43 | 28 | +15 | 54  |
|  | 2.  | Legnano                 | 27 | 15 | 5  | 7  | 38 | 25 | +13 | 50  |
|  | 3.  | Scanzorosciate          | 27 | 12 | 10 | 5  | 32 | 21 | +11 | 46  |
|  | 4.  | Arconatese              | 27 | 13 | 5  | 9  | 42 | 36 | +6  | 45  |
|  | 5.  | Folgore Caratese        | 27 | 11 | 10 | 6  | 31 | 24 | +7  | 43  |
|  | 6.  | NibbonOggiono           | 27 | 11 | 9  | 7  | 38 | 24 | +14 | 42  |
|  | 7.  | Tritium                 | 27 | 11 | 9  | 7  | 38 | 32 | +6  | 42  |
|  | 8.  | Sondrio                 | 27 | 11 | 8  | 8  | 31 | 29 | +2  | 41  |
|  | 9.  | Seregno                 | 27 | 9  | 12 | 6  | 31 | 25 | +6  | 39  |
|  | 10. | Brusaporto              | 27 | 11 | 6  | 19 | 27 | 24 | +3  | 39  |
|  | 11. | Virtus Ciserano Bergamo | 27 | 8  | 11 | 8  | 34 | 35 | -1  | 35  |
|  | 12. | Castellanzese           | 27 | 9  | 8  | 10 | 39 | 41 | -2  | 35  |
|  | 13. | Virtus Bolzano          | 27 | 9  | 7  | 11 | 35 | 34 | +1  | 34  |
|  | 14. | Ponte San Pietro        | 27 | 8  | 9  | 10 | 29 | 31 | -2  | 33  |
|  | 15. | Caravaggio              | 27 | 7  | 11 | 9  | 41 | 43 | -2  | 32  |
|  | 16. | Villa d'Almè            | 27 | 6  | 11 | 10 | 33 | 43 | -10 | 29  |
|  | 17. | Levico Terme (D)        | 27 | 6  | 10 | 11 | 31 | 40 | -9  | 28  |
|  | 18. | Milano City (-1) (D)    | 27 | 4  | 11 | 12 | 21 | 34 | -15 | 22* |
|  | 19. | Dro Alto Garda (D)      | 27 | 2  | 11 | 14 | 17 | 37 | -20 | 17  |
|  | 20. | Inveruno (D)            | 27 | 4  | 5  | 18 | 31 | 57 | -26 | 17  |

- Fecha 28 Aplazada

## Grupo C

### Ascensos y descensos
| Pos | a la Serie C         |
| --- | -------------------- |
| 1º  | Arzignano Valchiampo |

| Pos                     | a la Serie D |
| ----------------------- | ------------ |
| 1º                      | Luparense    |
| 1º                      | San Luigi    |
| 1º                      | Vigasio      |
| Coppa Italia Dilettanti | Caldiero     |
| Play-offs               | Mestre       |

| Pos    | a Eccellenza |
| ------ | ------------ |
| P.offs | St. Georgen  |
| 17º    | Sandonà      |
| 18º    | Trento       |

### Clasificación
|  |     | Equipo            | PJ | PG | PE | PP | GF | GC | DG  | PTS |
|  | --- | ----------------- | -- | -- | -- | -- | -- | -- | --- | --- |
|  | 1.  | Campodarsego      | 27 | 15 | 9  | 3  | 44 | 25 | +19 | 54  |
|  | 2.  | Legnago Salus (A) | 28 | 13 | 10 | 5  | 43 | 32 | +11 | 49  |
|  | 3.  | Ambrosiana        | 28 | 14 | 6  | 8  | 47 | 31 | +16 | 48  |
|  | 4.  | Union Clodiense   | 27 | 12 | 11 | 4  | 44 | 32 | +12 | 47  |
|  | 5.  | Mestre            | 27 | 13 | 6  | 8  | 37 | 28 | +9  | 45  |
|  | 6.  | Cjarlins Muzane   | 28 | 13 | 6  | 9  | 45 | 44 | +1  | 45  |
|  | 7.  | Adriese           | 27 | 13 | 5  | 9  | 53 | 36 | +17 | 44  |
|  | 8.  | Union Feltre      | 27 | 12 | 8  | 7  | 38 | 25 | +13 | 43  |
|  | 9.  | Cartigliano       | 28 | 11 | 10 | 8  | 46 | 37 | +9  | 42  |
|  | 10. | Luparense         | 27 | 10 | 7  | 10 | 49 | 45 | +4  | 37  |
|  | 11. | Caldiero          | 27 | 10 | 7  | 10 | 25 | 38 | -3  | 37  |
|  | 12. | Este              | 27 | 9  | 9  | 9  | 37 | 35 | +2  | 36  |
|  | 13. | Chions            | 28 | 9  | 8  | 11 | 39 | 41 | -2  | 35  |
|  | 14. | Belluno           | 27 | 10 | 4  | 13 | 33 | 38 | -5  | 34  |
|  | 15. | Delta Porto Tolle | 27 | 8  | 7  | 12 | 31 | 38 | -7  | 31  |
|  | 16. | Montebelluna      | 27 | 6  | 12 | 9  | 26 | 35 | -9  | 30  |
|  | 17. | Vigasio (D)*      | 27 | 9  | 3  | 15 | 28 | 42 | -14 | 30  |
|  | 18. | Tamai (D)         | 27 | 6  | 4  | 17 | 22 | 45 | -23 | 22  |
|  | 19. | San Luigi (D)     | 28 | 5  | 6  | 17 | 36 | 64 | -27 | 21  |
|  | 20. | Villafranca (D)   | 27 | 2  | 11 | 14 | 25 | 43 | -18 | 17  |

- Vigasio desciende por promedio

## Grupo D

### Ascensos y descensos
| Pos      | a la Serie D |
| -------- | ------------ |
| 1º       | Alfonsine    |
| 1º       | Correggese   |
| Play-off | Breno        |
| Play-off | Progresso    |

| Pos    | a Eccellenza   |
| ------ | -------------- |
| P.offs | Pavia          |
| 17º    | Classe         |
| 18º    | OlterpoVoghera |

### Clasificación
|  |     | Equipo                 | PJ | PG | PE | PP | GF | GC | DG  | PTS |
|  | --- | ---------------------- | -- | -- | -- | -- | -- | -- | --- | --- |
|  | 1.  | Mantova (A)            | 24 | 14 | 9  | 1  | 59 | 31 | +28 | 51  |
|  | 2.  | Fiorenzuola            | 24 | 13 | 5  | 6  | 36 | 27 | +9  | 44  |
|  | 3.  | Correggese             | 25 | 11 | 8  | 6  | 42 | 31 | +11 | 41  |
|  | 4.  | Calvina Sport          | 25 | 13 | 2  | 10 | 40 | 32 | +8  | 41  |
|  | 5.  | Lentigione             | 24 | 11 | 7  | 6  | 39 | 31 | +8  | 40  |
|  | 6.  | Fanfulla               | 24 | 11 | 7  | 6  | 38 | 31 | +7  | 40  |
|  | 7.  | Mezzolara              | 25 | 9  | 9  | 7  | 34 | 33 | +1  | 36  |
|  | 8.  | Forlì                  | 24 | 8  | 8  | 8  | 26 | 26 | 0   | 32  |
|  | 9.  | Franciacorta           | 24 | 8  | 7  | 9  | 41 | 44 | -3  | 31  |
|  | 10. | Breno                  | 24 | 8  | 6  | 10 | 32 | 28 | +4  | 30  |
|  | 11. | Sasso Marconi Zola     | 25 | 6  | 11 | 7  | 41 | 43 | -2  | 29  |
|  | 12. | Vigor Carpaneto        | 24 | 7  | 8  | 9  | 33 | 38 | -5  | 29  |
|  | 13. | Progresso              | 24 | 7  | 8  | 9  | 24 | 33 | -9  | 29  |
|  | 13. | Sammaurese (D)*        | 25 | 5  | 8  | 9  | 33 | 38 | -5  | 26  |
|  | 14. | Crema                  | 24 | 6  | 7  | 11 | 27 | 34 | -7  | 25  |
|  | 16. | Ciliverghe Mazzano (D) | 25 | 6  | 7  | 12 | 28 | 41 | -13 | 25  |
|  | 17. | Alfonsine (D)          | 25 | 5  | 7  | 23 | 15 | 33 | -28 | 22  |
|  | 18. | Savignanese (D)        | 25 | 4  | 9  | 12 | 24 | 38 | -14 | 21  |

- Sammaurese desciende por promedio

## Grupo E

### Ascensos y descensos
| Pos | a la Serie C |
| --- | ------------ |
| 1º  | Pianese      |

| Pos       | a la Serie D |
| --------- | ------------ |
| 1º        | Foligno      |
| 1º        | Grassina     |
| 1º        | Grosseto     |
| Repechaje | Pomezia      |

| Pos    | a Eccellenza        |
| ------ | ------------------- |
| P.offs | Viareggio           |
| P.offs | Sinalunghese        |
| 19º    | Sangimininano Sport |
| 20º    | Massese             |

### Clasificación
|  |     | Equipo              | PJ | PG | PE | PP | GF | GC | DG  | PTS |
|  | --- | ------------------- | -- | -- | -- | -- | -- | -- | --- | --- |
|  | 1.  | Grosseto (A)        | 26 | 15 | 7  | 4  | 45 | 25 | +20 | 52  |
|  | 2.  | Monterosi           | 26 | 14 | 8  | 4  | 35 | 20 | +15 | 50  |
|  | 3.  | Grassina            | 26 | 13 | 7  | 6  | 39 | 32 | +7  | 46  |
|  | 4.  | Albalonga           | 26 | 12 | 9  | 5  | 36 | 24 | +12 | 45  |
|  | 5.  | Montervachi Calcio  | 26 | 10 | 10 | 6  | 35 | 26 | +9  | 40  |
|  | 6.  | Scandicci           | 26 | 11 | 6  | 9  | 45 | 31 | +14 | 39  |
|  | 7.  | Foligno             | 26 | 10 | 6  | 10 | 32 | 24 | +8  | 36  |
|  | 8.  | Aglianese           | 26 | 6  | 13 | 7  | 35 | 30 | +5  | 34  |
|  | 9.  | Follonica Gavorrano | 26 | 8  | 10 | 8  | 33 | 31 | +2  | 34  |
|  | 10. | Flaminia            | 26 | 7  | 13 | 6  | 31 | 29 | +2  | 34  |
|  | 11. | Cannara             | 26 | 7  | 12 | 7  | 31 | 31 | 0   | 33  |
|  | 12. | Trestina            | 26 | 8  | 9  | 9  | 34 | 35 | -1  | 33  |
|  | 13. | Sangiovannese       | 26 | 9  | 5  | 12 | 25 | 37 | -12 | 32  |
|  | 14. | San Donato          | 26 | 7  | 10 | 9  | 30 | 31 | -1  | 31  |
|  | 15. | Pomezia (D)         | 26 | 6  | 8  | 12 | 23 | 34 | -11 | 26  |
|  | 16. | Bastia (D)          | 26 | 6  | 8  | 12 | 22 | 36 | -14 | 26  |
|  | 17. | Ponsacco (D)        | 26 | 4  | 5  | 17 | 19 | 46 | -27 | 17  |
|  | 18. | Tuttocuoio (D)      | 26 | 2  | 10 | 14 | 19 | 45 | -26 | 16  |

## Grupo F

### Ascensos y descensos
| Pos | a la Serie C |
| --- | ------------ |
| 1º  | Cesena       |

| Pos      | a la Serie D       |
| -------- | ------------------ |
| 1º       | Chieti             |
| 1º       | Tolentino          |
| 1º       | Vastogirardi       |
| Play-off | Porto Sant'Elpidio |

| Pos    | a Eccellenza                  |
| ------ | ----------------------------- |
| 6º     | Francavilla (Prima Categoria) |
| P.offs | Santarcangelo (Bancarrota)    |
| 19º    | Isernia                       |
| 20º    | Castelfidardo                 |

### Clasificación
|  |     | Equipo                      | PJ | PG | PE | PP | GF | GC | DG  | PTS |
|  | --- | --------------------------- | -- | -- | -- | -- | -- | -- | --- | --- |
|  | 1.  | Matelica (A)                | 26 | 16 | 7  | 3  | 49 | 17 | +32 | 55  |
|  | 2.  | Campobasso                  | 26 | 15 | 7  | 4  | 47 | 24 | +23 | 52  |
|  | 3.  | S.N. Notaresco              | 26 | 15 | 4  | 6  | 43 | 30 | +13 | 52  |
|  | 4.  | US Recanatese               | 26 | 14 | 6  | 6  | 48 | 42 | +6  | 48  |
|  | 5.  | Pineto                      | 26 | 11 | 10 | 5  | 36 | 31 | +5  | 43  |
|  | 6.  | Vastese                     | 26 | 12 | 6  | 8  | 41 | 33 | +8  | 42  |
|  | 7.  | Olympia Agnonese            | 26 | 11 | 7  | 8  | 40 | 34 | +6  | 40  |
|  | 8.  | Montegiorgio                | 26 | 10 | 8  | 8  | 42 | 37 | +5  | 38  |
|  | 9.  | Tolentino                   | 26 | 9  | 9  | 8  | 33 | 37 | -4  | 36  |
|  | 10. | Atletico Porto Sant'Elpidio | 26 | 9  | 7  | 10 | 30 | 30 | 0   | 34  |
|  | 11. | Vastogirardi                | 26 | 8  | 10 | 8  | 43 | 46 | -3  | 34  |
|  | 12. | Altletico Terme Fiuggi      | 26 | 8  | 9  | 9  | 37 | 37 | 0   | 33  |
|  | 13. | Cattolica S.M.              | 26 | 6  | 10 | 10 | 31 | 36 | -5  | 28  |
|  | 14. | Giulanova                   | 26 | 6  | 10 | 10 | 29 | 40 | -11 | 28  |
|  | 15. | Sangiustese (D)             | 26 | 4  | 8  | 14 | 25 | 39 | -14 | 20  |
|  | 16. | Avezzano (D)                | 26 | 4  | 8  | 14 | 17 | 33 | -16 | 20  |
|  | 17. | Chieti (D)                  | 26 | 4  | 6  | 16 | 25 | 52 | -27 | 18  |
|  | 18. | Jesina (D)                  | 26 | 3  | 4  | 19 | 27 | 46 | -19 | 13  |

## Grupo G

### Ascensos y descensos
| Pos | a la Serie C |
| --- | ------------ |
| 1º  | Avellino     |

| Pos | a la Serie D  |
| --- | ------------- |
| 1º  | Muravera      |
| 1º  | Nuova Florida |
| 1º  | Tor Sapienza  |

| Pos | a la Serie D |
| --- | ------------ |
| 14º | Arzachena    |

| Pos    | a Eccellenza           |
| ------ | ---------------------- |
| P.offs | Castiadas              |
| 19º    | Lupa Roma (Bancarrota) |
| 20º    | Anzio                  |

### Clasificación
|  |     | Equipo              | PJ | PG | PE | PP | GF | GC | DG  | PTS |
|  | --- | ------------------- | -- | -- | -- | -- | -- | -- | --- | --- |
|  | 1.  | Turris (A)          | 26 | 18 | 7  | 1  | 60 | 23 | +37 | 61  |
|  | 2.  | Ostia Mare          | 26 | 17 | 6  | 3  | 46 | 21 | +25 | 57  |
|  | 3.  | Torres              | 26 | 14 | 9  | 3  | 44 | 25 | +19 | 51  |
|  | 4.  | Trastevere Calcio   | 26 | 13 | 6  | 7  | 46 | 33 | +13 | 45  |
|  | 5.  | Latte Dolce         | 26 | 14 | 3  | 9  | 40 | 29 | +11 | 45  |
|  | 6.  | Latina              | 26 | 10 | 9  | 7  | 40 | 30 | +10 | 39  |
|  | 7.  | Cassino             | 26 | 10 | 9  | 7  | 27 | 30 | -3  | 39  |
|  | 8.  | Vis Artena          | 26 | 9  | 8  | 9  | 35 | 38 | -3  | 35  |
|  | 9.  | Muravera            | 26 | 8  | 10 | 8  | 33 | 32 | -1  | 34  |
|  | 10. | Nuova Florida       | 26 | 9  | 6  | 11 | 33 | 35 | -2  | 33  |
|  | 11. | Portici             | 26 | 7  | 9  | 10 | 30 | 30 | 0   | 31  |
|  | 12. | Lanusei Calcio      | 26 | 6  | 13 | 7  | 23 | 25 | -2  | 31  |
|  | 13. | Aprilia             | 26 | 6  | 11 | 9  | 25 | 31 | -6  | 29  |
|  | 14. | Arzachena           | 26 | 6  | 9  | 11 | 31 | 39 | -8  | 27  |
|  | 15. | Città di Anagni (D) | 26 | 6  | 7  | 13 | 32 | 44 | -12 | 25  |
|  | 16. | Tor Sapienza (D)    | 26 | 4  | 7  | 15 | 23 | 55 | -32 | 19  |
|  | 17. | Ladispoli (D)       | 26 | 5  | 3  | 18 | 25 | 42 | -17 | 18  |
|  | 18. | Budoni (D)          | 26 | 4  | 4  | 18 | 23 | 49 | -26 | 16  |

- Trastevere vs. Cassino fecha 24 suspendido y aplazado (26/2)

## Grupo H

### Ascensos y descensos
| Pos | a la Serie C |
| --- | ------------ |
| 1º  | AZ Picerno   |

| Pos       | a la Serie D         |
| --------- | -------------------- |
| 1º        | Casarano             |
| 1º        | Grumentum Val d'Agri |
| Play-off  | Brindisi             |
| Repechaje | Agropoli             |
| Repechaje | Gladiator            |

| Pos | a la Serie D           |
| --- | ---------------------- |
| 17º | Foggia (De la Serie B) |

| Pos    | a Eccellenza         |
| ------ | -------------------- |
| P.offs | Sarnese (Promozione) |
| P.offs | Città di Gragnano    |
| 17º    | Pomigliano           |
| 18º    | Granata (Promozione) |

### Clasificación
|  |     | Equipo                    | PJ | PG | PE | PP | GF | GC | DG  | PTS    |
|  | --- | ------------------------- | -- | -- | -- | -- | -- | -- | --- | ------ |
|  | 1.  | Foggia (A)                | 26 | 16 | 6  | 4  | 33 | 16 | +17 | 54     |
|  | 2.  | Bitonto                   | 26 | 16 | 7  | 3  | 45 | 10 | +35 | 50 (*) |
|  | 3.  | Sorrento                  | 26 | 14 | 8  | 4  | 38 | 21 | +17 | 50     |
|  | 4.  | Audace Cerignola          | 26 | 14 | 6  | 7  | 43 | 27 | +18 | 48     |
|  | 5.  | Casarano                  | 26 | 11 | 9  | 6  | 34 | 28 | +6  | 42     |
|  | 6.  | Taranto                   | 26 | 12 | 5  | 9  | 32 | 21 | +11 | 39     |
|  | 7.  | Gravina                   | 26 | 9  | 7  | 10 | 36 | 32 | +4  | 34     |
|  | 8.  | Fasano                    | 26 | 9  | 7  | 10 | 34 | 31 | +3  | 34     |
|  | 9.  | ASD Gelbison Cilento      | 26 | 8  | 10 | 8  | 20 | 22 | -2  | 34     |
|  | 10. | Gladiator                 | 26 | 8  | 9  | 9  | 25 | 27 | -2  | 33     |
|  | 11. | Altamura                  | 26 | 8  | 8  | 10 | 31 | 29 | +2  | 32     |
|  | 12. | Brindisi                  | 26 | 7  | 10 | 9  | 23 | 35 | -12 | 31     |
|  | 13. | Fidelis Andria            | 26 | 8  | 5  | 13 | 31 | 41 | -10 | 29     |
|  | 14. | Nocerina                  | 26 | 6  | 9  | 10 | 30 | 45 | -17 | 27     |
|  | 15. | Grumentum Val d'Agri (D)* | 26 | 7  | 6  | 13 | 27 | 39 | -12 | 27     |
|  | 16. | Nardò (D)*                | 26 | 6  | 9  | 11 | 24 | 34 | -10 | 27     |
|  | 17. | Francavilla (D)           | 26 | 6  | 7  | 13 | 24 | 35 | -11 | 25     |
|  | 18. | Agropoli (D)              | 26 | 3  | 5  | 18 | 14 | 53 | -39 | 14     |

(*): A Bitonto se le descontaron 5 puntos por penalización.
- Grumentum Val d'Agri y Nardò descienden por promedio.

## Grupo I

### Ascensos y descensos
| Pos | a la Serie C |
| --- | ------------ |
| 1º  | Bari         |

| Pos       | a la Serie D     |
| --------- | ---------------- |
| 1º        | Corigliano       |
| 1º        | Giugliano        |
| 1º        | Licata           |
| 1°        | Marina di Ragusa |
| Play-offs | San Tommaso      |
| Play-off  | Biancavilla      |

| Pos | a la Serie D            |
| --- | ----------------------- |
| 11º | Palermo (De la Serie B) |

| Pos    | a Eccellenza             |
| ------ | ------------------------ |
| 11º    | Gela (Seconda Categoria) |
| P.offs | Sancataldese             |
| P.offs | Locri                    |
| 17º    | Rotonda                  |
| 18º    | Igea Virtus (Promozione) |

### Clasificación
|  |     | Equipo           | PJ | PG | PE | PP | GF | GC | DG  | PTS |
|  | --- | ---------------- | -- | -- | -- | -- | -- | -- | --- | --- |
|  | 1.  | Palermo (A)      | 26 | 20 | 3  | 3  | 47 | 16 | +31 | 63  |
|  | 2.  | Savoia           | 26 | 16 | 8  | 2  | 41 | 15 | +26 | 56  |
|  | 3.  | Giugliano        | 26 | 14 | 5  | 7  | 40 | 36 | +14 | 47  |
|  | 4.  | FC Messina       | 26 | 13 | 7  | 6  | 37 | 20 | +16 | 46  |
|  | 5.  | Troina           | 26 | 15 | 1  | 10 | 30 | 28 | +2  | 46  |
|  | 6.  | Acireale (-4)    | 26 | 14 | 5  | 7  | 44 | 32 | +12 | 43* |
|  | 7.  | Licata           | 26 | 12 | 5  | 9  | 36 | 30 | +6  | 41  |
|  | 8.  | Nola             | 26 | 10 | 6  | 10 | 32 | 31 | +1  | 36  |
|  | 9.  | ACR Messina      | 26 | 11 | 3  | 12 | 30 | 29 | +1  | 36  |
|  | 10. | Biancavilla      | 26 | 10 | 5  | 11 | 23 | 32 | -9  | 35  |
|  | 11. | Cittanovese      | 26 | 10 | 3  | 13 | 31 | 37 | -6  | 33  |
|  | 12. | Castrovillari    | 26 | 8  | 8  | 10 | 43 | 39 | +4  | 32  |
|  | 13. | Marina di Ragusa | 26 | 6  | 10 | 10 | 22 | 29 | -7  | 28  |
|  | 14. | Roccella         | 26 | 6  | 7  | 13 | 21 | 26 | -5  | 25  |
|  | 15. | Corigliano (D)   | 26 | 7  | 4  | 15 | 25 | 52 | -27 | 25  |
|  | 16. | Marsala (D)      | 26 | 6  | 6  | 14 | 25 | 38 | -13 | 24  |
|  | 17. | San Tommaso (D)  | 26 | 5  | 6  | 15 | 25 | 46 | -21 | 21  |
|  | 18. | Palmese (D)      | 26 | 2  | 6  | 18 | 21 | 48 | -27 | 12  |

- Acireale -4 pts. por problemas económicos
- Corigliano desciende por promedio